# Be Patient
Be Patient is de vijftiende aflevering van het zesde seizoen van de televisieserie ER, die voor het eerst werd uitgezonden op 24 februari 2000.

## Verhaal
Dr. Carter heeft het moeilijk met zijn revalidatie na zijn operatie en moet ook accepteren dat Lucy Knight overleden is. Hij krijgt bezoek van de moeder van Knight en houdt zich sterk voor haar, wat hem zwaar valt.
Dr. Corday krijgt een verrassing te verwerken als zij ontdekt dat haar moeder en David, de vader van haar vriend dr. Greene, samen de nacht hebben doorgebracht.
Dr. Greene hoort dat zijn vader terminale longkanker heeft.
Dr. Kovac is getuige van een aanrijding van een kind, de dader rijdt snel door. Hij verleent eerste hulp aan het kind en brengt haar naar de SEH in een busje van een loodgieter. Ondertussen is hij woest op de dader en baalt dat hij hem niet heeft kunnen tegenhouden, zijn voldoening is later groot als hij de dader in het ziekenhuis ziet. 
Hathaway moet een veertienjarig seksueel actief meisje vertellen dat zij baarmoederhalskanker heeft. 

## Rolverdeling

### Hoofdrollen
- Anthony Edwards - Dr. Mark Greene
- John Cullum - David Greene
- Noah Wyle - Dr. John Carter
- Laura Innes - Dr. Kerry Weaver
- Alex Kingston - Dr. Elizabeth Corday
- Judy Parfitt - Isabelle Corday
- Eriq La Salle - Dr. Peter Benton
- Michael Michele - Dr. Cleo Finch
- Goran Višnjić - Dr. Luka Kovac
- Erik Palladino - Dr. Dave Malucci
- Ming-Na - Dr. Jing-Mei Chen
- Scott Jaeck - Dr. Steven Flint
- Julianna Margulies - verpleegster Carol Hathaway
- Maura Tierney - verpleegster Abby Lockhart
- Ellen Crawford - verpleegster Lydia Wright
- Conni Marie Brazelton - verpleegster Connie Oligario
- Laura Cerón - verpleegster Chuny Marquez
- Deezer D - verpleger Malik McGrath
- Gedde Watanabe - verpleger Yosh Takata
- Lily Mariye - verpleegster Lily Jarvik
- Brian Lester - ambulancemedewerker Brian Dumar

### Gastrollen (selectie)
- Rachel Crane - Terri
- Cara DeLizia - Andrea Parks
- Christopher Rich - Ron Perth
- Gwynyth Walsh - Barbara Knight
- Andrew Bowen - Andrew
- Jackie Debatin - Judy
- Kayli DeGregorio en Kelsi DeGregorio - Laura Williams
- Harry Hutchinson - chauffeur die doorrijdt na ongeval